# Третья Падь
Тре́тья Падь — село в Корсаковском городском округе Сахалинской области России, в 8 км от районного центра.

## География
Село находится на берегу залива Анива, на расстоянии 8 км от города Корсаков, административного центра округа.

## История
Основано в 1887 году. В 1905—1945 годах принадлежало японскому губернаторству Карафуто и называлось Санносава (яп. 三ノ沢). После передачи Южного Сахалина СССР селу 15 октября 1947 года было возвращено прежнее название. До 2004 года — посёлок.

## Население
| 1925 | 1935  | 2002 | 2010 | 2021 |
| ---- | ----- | ---- | ---- | ---- |
| 1414 | ↗1597 | ↘538 | ↗836 | ↘462 |

### Половой состав
Согласно результатам переписи 2002 года, в селе проживало 538 человек (285 мужчин и 253 женщины).

### Национальный состав
Согласно результатам переписи 2002 года, в национальной структуре населения русские составляли 84 % из 538 чел.

## Улицы
- ул. Васильковая,
- ул. Капитанская,
- ул. Садовая,
- ул. Светлая.

## Транспорт
В селе расположена станция Третья Падь Сахалинского региона Дальневосточной железной дороги.